# جورج ويليامس
جورج ويليامس (بالإنجليزية: George Williams)‏ (14 أبريل 1993 في المملكة المتحدة - ) هو لاعب كرة قدم بريطاني في مركز الدفاع. لعب مع نادي بارنسلي ونادي بارو ونادي ووستر سيتي ونادي جامعة لوفبرا ‏.

## وصلات خارجية
- جورج ويليامس على موقع قاعدة بيانات كرة القدم.إي يو (الإنجليزية)
- جورج ويليامس على موقع Soccerbase.com (لاعب) (الإنجليزية)
- جورج ويليامس على موقع Soccerway.com (الإنجليزية)